# Olallamys
Genre
Olallamys est un genre de mammifères rongeurs de la famille des Echimyidae. Il comprend des espèces localisées dans le Nord de l'Amérique du Sud.

## Classification
Ce nom de genre a été introduit pour la première fois en 1988 par la zoologiste américaine Louise Emmons. Il honore Carlos Olalla, un collecteur équatorien d'oiseaux et de mammifères.

### Liste d'espèces
Selon Mammal Species of the World (version 3, 2005)  (22 octobre 2013), ITIS (22 octobre 2013) et Catalogue of Life (22 octobre 2013) :
- Olallamys albicauda (Günther, 1879)
- Olallamys edax (Thomas, 1916)